# Воспоминания о будущем (аниме)
Воспоминания о будущем (яп. メモリーズ мэмори:дзу, англ. Memories, «Воспоминания», или «Воспоминания Кацухиро Отомо») — авторская аниме-антология Кацухиро Отомо, вышедшая в 1995 году, экранизация трёх манга-новелл. В России лицензирована компанией MC Entertainment. Аниме состоит из трёх историй, созданных под руководством различных режиссёров:
- «Магнитная роза» (яп. 彼女の想いで Канодзё но омойдэ, В её воспоминаниях)
- «Вонючая бомба» (яп. 最臭兵器 Сайсю: хэйки, самое зловонное оружие)
- «Пушечное мясо» (яп. 大砲の街 Тайхо: но мати, Город пушек).

В качестве сценария Кацухиро Отомо использовал свои ранние рассказы. Сам он, впрочем, был режиссёром только третьей новеллы, оставив первую Кодзи Моримото, а вторую — Тэнсаю Окамуре. При этом Окамура сказал в интервью, что «Бомбу-вонючку» изначально должен снимать Ёсиаки Кавадзири, но он был вынужден отказаться и оставить за собой только контроль анимации.

## Сюжет

### «Магнитная роза»
2092 год. Печальная романтическая история, выглядящая как мистика (хотя на самом деле это порождение кибертехнологий с голограммами), о том, как группа космических мусорщиков, разбирающая на ценные части старые отжившие свой век спутники и останки кораблей, обнаружила заброшенную, но всё ещё действующую космическую станцию, полную воспоминаний её прежней жительницы — когда-то знаменитой оперной певицы Евы Фридель.

### «Бомба-вонючка»
История с чёрным юмором, повествующая об эксперименте по созданию нового оружия. В ней лаборант Нобуо Танака, борясь с гриппом, глотает экспериментальную таблетку, которая реагирует на прививку от гриппа в его теле. У Танаки развивается смертельный запах от тела и он становится ходячим оружием массового уничтожения. Во время сна, запах, который он издает, убивает всех в лаборатории. Между тем, запах становится сильнее, начинает затрагивать несколько миль окружающей местности, убивая все живое. Запах настолько мощный, что противогазы и костюмы NBC не защищают от его воздействия, он убивает все в префектуре Яманаси, включая всех 200 000 жителей города Кофу. Нобуо продолжает путь в Токио, не зная о смерти, которую несёт, но остальная часть страны находится в панике. Глава исследовательской компании и японские военные делают вывод, что Танака вызывает ядовитый газ, и приказывают его убить. Японские военные тщетно пытаются остановить Нобуо, нанося колоссальный побочный ущерб японской деревне, но безрезультатно, так как химические вещества запаха Нобуо создают помехи для систем нацеливания ракет, ищущих тепло. Американские военные, которые наблюдали за ситуацией, берут на себя управление операцией, и вызывают подразделение НАСА в скафандрах, чтобы попытаться захватить Нобуо живым. Не зная об этой операции, японская армия разрушает часть моста, чтобы помешать Нобуо сбежать, поймав его в туннеле. Они включают ветряные генераторы, загруженные жидким азотом, чтобы заморозить его. Солдаты загоняют Танака в скафандр и возвращают его в военный штаб в Токио. Танака пробирается через здание штаб-квартиры, не зная, что он является источником биологического загрязнения. Затем он открывает свой экзокостюм, убивая всех.

### «Пушечное мясо»
Сатирическая антиутопия на милитаризм в жанре дизельпанк, рассказывающая про город, вся жизнь которого посвящена стрельбе из циклопических пушек. Почти каждое здание в городе оснащено пушкой различного размера, способной стрелять огромными артиллерийскими снарядами за городские стены. История рассказывает о маленьком мальчике и его отце, который работает рядовым заряжающим гигантской пушки № 17. Город окружен облаками дыма и пыли, спровоцированными выстрелами из пушек. Несмотря на известие об успешной бомбардировке «движущегося противника» местными СМИ, нет никаких визуальных подтверждений того, что это правда, или даже что враг вообще существует. В конце концов, мальчик приходит домой из школы и слышит, как репортер телевизионных новостей говорит о практически полном уничтожении соперника. Он спрашивает у отца: «А с кем мы воюем?» на что получает ответ: «Поймёшь, когда вырастешь, а теперь спать!». Мальчик запрыгивает в свою постель, говоря, что однажды он хочет стать офицером, который стреляет из пушек, а не простым рабочим, как его отец. Пока он спит, раздаются звуки воздушной тревоги и через окно проникает синий свет.

## Роли озвучивали
| Актёр           | Роль                    |
| --------------- | ----------------------- |
| Цутому Исобэ    | Хайнц Бекнер            |
| Коити Ямадэра   | Мигель Кострела         |
| Гара Такасима   | Ева Фридель             |
| Сёдзо Иидзука   | Иванов                  |
| Сигэру Тиба     | Аосима                  |
| Ёко Соуми       | Анна Бекнер             |
| Ами Хасэгава    | Эмили Бекнер            |
| Хидэюки Хори    | Нобуо Танака            |
| Митио Хадзама   | Нирасаки                |
| Тикао Оцука     | генеральный директор    |
| Тиэ Кодзиро     | Мики                    |
| Каёко Фудзии    | Сакико                  |
| Кэнъити Огата   | Омаэда                  |
| Осаму Сака      | Камата                  |
| Бин Симада      | капитан сил самообороны |
| Акио Оцука      | офицер США              |
| Такко Исимори   | доктор                  |
| Кадзуюки Согабэ | научный сотрудник       |
| Кёда Хисако     | бабка                   |
| Ю Хаяси         | мальчик                 |
| Китон Ямада     | отец                    |
| Кэйко Ямамото   | мать                    |
| Рюдзи Накаги    | учитель                 |

## Музыка
| №   | Название                       | Автор(ы)                                                     | Длительность |
| --- | ------------------------------ | ------------------------------------------------------------ | ------------ |
| 1.  | «Prologue»                     | Таккю Исино                                                  | 0:39         |
| 2.  | «Chorale»                      | Ёко Канно                                                    | 4:04         |
| 3.  | «Cosmos»                       | Ёко Канно                                                    | 2:46         |
| 4.  | «Madama Butterfly»             | Джакомо Пуччини, Луиджи Иллика и Джузеппе Джакоза            | 2:00         |
| 5.  | «Memories»                     | Ёко Канно                                                    | 3:29         |
| 6.  | «Sickness»                     | Ёко Канно                                                    | 3:37         |
| 7.  | «Tosca»                        | Джакомо Пуччини, Луиджи Иллика и Джузеппе Джакоза            | 2:04         |
| 8.  | «Radio ~ Mad Butterfly»        | Ёко Канно, Джакомо Пуччини, Луиджи Иллика и Джузеппе Джакоза | 5:25         |
| 9.  | «Emily»                        | Ёко Канно                                                    | 2:36         |
| 10. | «End»                          | Ёко Канно                                                    | 3:25         |
| 11. | «Chorale [Reprise]»            | Ёко Канно                                                    | 2:00         |
| 12. | «Good Morning Yamanashi»       | Дзюн Миякэ                                                   | 0:45         |
| 13. | «Nobuo's Groove I»             | Дзюн Миякэ                                                   | 1:42         |
| 14. | «Capsule of Blue»              | Дзюн Миякэ                                                   | 0:37         |
| 15. | «Sketches of Smell»            | Дзюн Миякэ                                                   | 0:41         |
| 16. | «Six Steps to Heaven»          | Дзюн Миякэ                                                   | 1:55         |
| 17. | «Nobuo's Groove II»            | Дзюн Миякэ                                                   | 1:15         |
| 18. | «Mad Funny Balance Town»       | Дзюн Миякэ                                                   | 1:14         |
| 19. | «Five Steps to Heaven»         | Дзюн Миякэ                                                   | 1:19         |
| 20. | «Nobuo's Groove III»           | Дзюн Миякэ                                                   | 1:11         |
| 21. | «Walkin'»                      | Дзюн Миякэ                                                   | 1:06         |
| 22. | «In a Smell Way»               | Дзюн Миякэ                                                   | 1:49         |
| 23. | «Workin'»                      | Дзюн Миякэ                                                   | 1:27         |
| 24. | «Four Steps to Heaven»         | Дзюн Миякэ                                                   | 1:24         |
| 25. | «Battle Dance»                 | Дзюн Миякэ                                                   | 3:07         |
| 26. | «At the Corner»                | Дзюн Миякэ                                                   | 1:14         |
| 27. | «Someday Our Prince Will Come» | Дзюн Миякэ                                                   | 2:45         |
| 28. | «Relaxn'»                      | Дзюн Миякэ                                                   | 1:37         |
| 29. | «Ants»                         | Дзюн Миякэ                                                   | 1:41         |

| №   | Название                         | Автор(ы)         | Длительность |
| --- | -------------------------------- | ---------------- | ------------ |
| 1.  | «A Boy and a Portrait»           | Хироюки Нагасима | 0:23         |
| 2.  | «Morning in the City»            | Хироюки Нагасима | 1:49         |
| 3.  | «Song of the Soldiers»           | Хироюки Нагасима | 0:36         |
| 4.  | «A Boy's Dream»                  | Хироюки Нагасима | 0:54         |
| 5.  | «The Cannon's Fanfare»           | Хироюки Нагасима | 4:09         |
| 6.  | «Gun Crew's March»               | Хироюки Нагасима | 2:14         |
| 7.  | «Lunch Time»                     | Хироюки Нагасима | 1:50         |
| 8.  | «The Cannon's Fanfare [Reprise]» | Хироюки Нагасима | 0:28         |
| 9.  | «Disciplinary Measures»          | Хироюки Нагасима | 0:39         |
| 10. | «Evening Falls»                  | Хироюки Нагасима | 0:39         |
| 11. | «A Boy and a Portrait [Reprise]» | Хироюки Нагасима | 1:20         |
| 12. | «In Yer Memory»                  | Таккю Исино      | 6:34         |

На обложке прямо написано: Katsuhiro Otomo Presents «Memories». Имя автора оригинала и режиссёра значило больше, чем композиторы. Также вышел мини-альбом Katsuhiro Otomo Presents 4 Pieces of «Memories», где присутствовали треки «Chorale», «Nobuo’s Groove I», «The Cannon’s Fanfare», «In Yer Memory».
В «Магнитной розе» Ёко Канно (она же Габриэла Робин), на волне успеха «Макросс Плюс», вновь сотрудничала с Чешским филармоническим оркестром. Существенным плюсом было исполнение классической оперы, прекрасно сочетавшейся с анимацией и сюжетом. «Бомба-вонючка» хаотично играет в джазовом ключе, звучит забавно и необычно для большего удовольствия. В «Пушечном мясе» громкая и странная музыка оживляет город войны, управляемый паром. «Prologue» и «In Yer Memory» написал в стиле техно диджей Таккю Исино, поэтому данные композиции выделяются на фоне остальных.

### Участники записи
«Магнитная роза»: Чешский филармонический оркестр (дирижёр — Марио Клеменс), Пражский филармонический хор (хормейстер — Павел Кюр), Каору Нисино — сопрано, Ясуаки Симидзу — саксофон, Цунэо Имахори — электрогитара, Масамити Ябуниси — баритон, Кэиси Урата — саунд дизайн, Хидэоки Моги — шум, Том Паркер и Масаси Ябухара — звукорежиссёры.
«Бомба-вонючка»: Харуо Кубота и Масахиро Итами — гитара, Хитоси Ватанабэ и Гэтао Такахаси — бас-гитара, Дзюн Миякэ — орган, Сюити Ponta Мураками и Даиро Миямото — барабаны, Тэцуаки Хоаси, Матаро Мисава и Мидори Такада — перкуссия, Хиронори Хоуки — программирование, Тору Моритика, Осаму Коикэ и Тацуя Сато — сопрано-саксофон, Даиро Миямото — баритон-саксофон, Хитоси Хамада — вибрафон, Тадахиро Вакабаяси — дульцимер, Томоюки Асакава — арфа, Масахиро Саяма — фортепиано, группа Хидзири Кувано — скрипки; Эрик Миясиро, Масахико Сугасака, Кэндзи Ёсида и Хитоси Ёкояма — труба; Ёити Мурата, Осаму Мацумото, Таро Киёока и Дзюнко Ямасиро — тромбон; Хироюки Минами и Цутому Маруяма — горн, Юкихико Нисидзава — флейта, Дзёсукэ Охата — фагот, Ютака Фукуока — голос, Джимми Муракава — вокал; Кадзуко Кавасима, Риса Оки и Мива Сугаи — хор; Такэхико Камата — звукорежиссёр.
«Пушечное мясо»: Хироюки Нагасима — программирование, Масато Ёкота — гитарные семплы, Ян Кавамото — бас семплы, Футоси Кавамото — барабанные петли, Тэцуя Котани — звукорежиссёр.
«Prologue», «In Yer Memory»: Таккю Исино — программирование, семплы хора из «Chorale» Ёко Канно, Сёдзиро Ватанабэ — звукорежиссёр.
Мастеринг альбома осуществлён Хироси Кавасаки на Victor Aoyama Studio.

## Выпуск на видео
Аниме впервые вышло в 1996 году на VHS и LaserDisc от Bandai. В 2003 году появились DVD в формате 1,78:1 (16:9) и со звуком Dolby Digital 5.1 и 2.0 (японский релиз 1999 года не был лицензирован за рубежом). Дополнительные материалы включали бонусное видео Memories Special Preview на 29 минут, интервью с режиссёрами (Отомо рассуждает как «Акира» изменил восприятие иностранного рынка, Моримото и Окамура говорят о собственных стилях и элементах в экранизации, каково работать с автором оригинала), галерею изображений, трейлеры. В 2004 году Sony Pictures Home Entertainment выпустила диски в США. Формат был 1,85:1 (анаморфированный). Звуковая дорожка на японском языке шла с субтитрами на английском, без дубляжа. Качество изображения оценивается на твёрдую «5», чистое и чёткое, с небольшими пятнами или потёртостями. Цветопередача яркая и в целом хорошая. Единственным недостатком является много чёрного цвета в первой части. Детализация анимации заслуживает уважения. Мрамор колонн в «Магнитной розе» и тесный интерьер семейной квартиры в «Пушечном мясе» впечатляют. Фон изящен и напоминает работу классических советских мультипликаторов. Звук достойный, с приличным диапазоном и эффектным сведением. Если в первой части очень ровное сочетание эффектов, музыки и диалогов, то вторая определённо выигрывает в шумовой области, а третья обманчиво проста, с патриотическими мотивами. Меню статичное, с миниатюрами фильмов на синем фоне. Выбор осуществляется быстро и легко, но минимализм вызывает разочарование, равно как и невозможность воспроизведения саундтрека, учитывая качество самого аниме. Дополнения те же, в том числе трейлеры Sony: фильм «Ковбой Бибоп», Cyborg 009, «Последняя фантазия: Всемогущий», «Метрополис», «Стимбой» и «Однажды в Токио». Тестирование проводилось на HDTV Panasonic PT-50LC13 50" LCD RP, DVD-плеере Panasonic RP-82 Progressive Scan codefree, AV-ресивере Sony STR-DE835, c компонентным кабелем Monster, акустической системой Panasonic SB-TP20S и сабвуфером на 100 ватт.
Печальный факт заключается в том, что продюсеры рассчитывали заработать на одном имени Кацухиро Отомо в Северной Америке. Но они не понимали, что аудитория, выросшая на «Акире», уже не та публика, которая высоко оценила бы «Воспоминания». Это всё равно, что ожидать от одних и тех же зрителей восторгов от «Инопланетянина» и «Спасти рядового Райана» только потому, что их режиссёром был Стивен Спилберг. Поэтому аниме добиралось до региона 1 более 8 лет.
4 ноября 2005 года «Воспоминания о будущем» были показаны на Четвёртом московском аниме-фестивале.
В 2008 году Bandai Visual издала Blu-ray в формате 1,78:1 и со звуком Dolby TrueHD 5.1 и LPCM 2.0. К диску прилагался буклет на 12 страницах. High Spec Edition получила 51 место в чарте Oricon. В США Discotek Media выпустила Blu-ray в 2021 году с английским дубляжем и новыми субтитрами. Джастин Севакис, сотрудник компании, сказал, что большинство аниме никогда не будут выглядеть лучше, чем на Blu-ray. Хотя с «Воспоминаниями» были проблемы с компьютерной графикой и цветом. Когда антология выходила на LaserDisc, VHS и DVD, то всё смотрелось хорошо. Но Discotek Media решила перевести аниме в 4K, и пришлось внести исправления. Была использована технология апскейлинга AstroRes, которая позволяет улучшить видимость деталей. Это применялось в 4-минутном отрывке «Магнитной розы». AstroRes подходит для создания чётких линий из размытости, но не всегда оправдывает потраченные средства и время. Оригинальный HD и даже некоторые релизы в стандартном разрешении не нуждаются в таком улучшении. Что касается дубляжа, то в большинстве старых выпусков нет отдельных дорожек с музыкой и эффектами. Если в Японии они сохранились, тогда начинается работа по английскому озвучиванию. Иначе Discotek Media отказывается заниматься этим.

## Отзывы и критика
Антология входит в список 50 лучших аниме всех времён по версии журнала «АнимеГид» и 50 ключевых аниме-фильмов по мнению обозревателей Британского института кино. 24 место в списке 100 лучших аниме фильмов согласно журналу Paste. Борис Иванов из редакции сайта Hi-Fi.ru поставил «Воспоминания о будущем» на 42 место среди 100 лучших аниме за всю историю кино. 68 позиция в топ-100 аниме в номере Animage за 2001 год.
Лучшей частью считается «Магнитная роза», космическая история с отголосками «Чужого» и мистикой «Соляриса». Также авторы вдохновлялись рассказами Рэя Брэдбери. Там столкнулись два мира — будущее и прошлое, которые прекрасно сочетаются и не кажутся нелепыми, потому что упор сделан на душевное состояние героев. Их психология рассматривается в полной мере. Мрачный, но завлекающий стиль уходит на второй план, а оружие и скафандры теряют своё значение. Они становятся практически незаметны, являясь лишь дополнением к общей картине. Атмосфера, несмотря на краткость, нагнетается медленными образами и тёмной обстановкой. Но затем идёт резкий переход, напряжение нарастает и ситуация кажется безвыходной. Сценаристом выступил Сатоси Кон, великолепно показавший такой контраст. Разные жизни и судьбы попадают в сети воспоминаний: у одного космонавта в ярких красках, приносящих вечную радость и любовь. Он рад жить в них вечно, не заботясь о том, что происходит в реальности. Истинное счастье в памяти чужой женщины (очевидное влияние Мисс Хэвишем из романа «Большие надежды» Чарльза Диккенса). Приятному и яркому существованию противопоставлены мрак и тьма у другого человека. Трагедия, что он пережил в прошлом, возвращается и показывает искажённый путь. Довольно сомнительная вещь, соблазняющая искать утешение, но в итоге снова бросающая в одиночество и пустоту. Появляется шанс всё исправить и жить счастливо со своей семьёй, но Хайнц этого больше не хочет. Ему не нужна иллюзия, он больше не убегает от суровой действительности, а воспринимает её как есть. Ностальгия «Добро пожаловать домой» убивает, а не освобождает. Сюжет учит, насколько легко погрузиться в мир обмана. Решить, оставаться в нём или отвергнуть, каждый должен сам. «Магнитная роза», как самая сильная часть, должна была стать последней, а не первой. Все участники проекта пытаются сказать: «Это не просто аниме, а искусство с большой буквы».
Джонатан Клементс и Хелен Маккарти в энциклопедии обратили внимание, что антология в традициях «Карнавала роботов» и «Лабиринта сновидений» была разрекламирована из-за историй, основанных на произведениях Кацухиро Отомо. В «Магнитной розе» режиссёр Моримото совмещает современные научно-фантастические проекты с величественным интерьером в стиле барокко на космической станции и домом семьи Хайнца Бекнера. Со временем космонавты не только обнаруживают зловещие аспекты прошлого оперной дивы, но и понимают, что мавзолей хочет навсегда втянуть их в иллюзию. Это отсылает к звёздным вратам «Космической одиссеи 2001 года» и «Солярису» Андрея Тарковского. «Магнитная роза» является одним из триумфов аниме, чему ещё больше помогли отрывки из «Мадам Баттерфляй» и «Тоски» Пуччини, которому удалось затмить музыку Ёко Канно. Вторая часть «Бомба-вонючка» повторяет тему из Roujin Z. Хорошо сделанная, но лёгкая комедия. Заключительная часть — «Пушечное мясо», новая работа для Отомо после «Акиры», изначально планировалась как короткометражка, но получила бюджет и дополнительное время. Мир стимпанка напоминает анимацию из фильма «Стена» по альбому группы Pink Floyd. Антивоенный авторский проект, по общему мнению, является экспериментом для «Стимбоя».
«АнимеГид» поставил очень высокую оценку — 10 из 10 баллов. В рецензии подчёркивается, что трилогия «Воспоминание» получила своё название не зря. «Гармонично-бессвязная картина» действительно воспринимается как поток воспоминаний. Точно так же, в самом начале, из восьми изображений, не имеющих между собой ничего общего, складывается английское слово Memories. Антология воспринимается полно и целостно, хотя кажется, что у составляющих её новелл нет ни начала, ни конца. Авторам удаётся описать мир и раскрыть героев вплоть до деталей, «лишь наметив несколькими мастерскими мазками. Показать всё, не рассказывая ничего. Заставить зрителя додумать». Кодзи Моримото, Тэнсай Окамура и Кацухиро Отомо создали фильм, который «иначе как шедевром не назовёшь». К видеоряду можно добавить прекрасную музыку Ёко Канно в исполнении Чешского филармонического оркестра. Остаётся поставить аниме на полку в первый ряд с пометкой «выбор А».
THEM Anime полагает, что можно не быть ярым поклонником «Акиры», но восхищаться размахом работ Кацухиро Отомо (если нравится Roujin Z, то хорошо выпить кофе). «Воспоминания» — впечатляющее произведение, пусть даже только для первого сегмента. «Магнитная роза» технически ошеломительна, искусна и немного раздражает, поскольку последнее желание оперной певицы дорого обходится окружающим. Если в первом фильме постановка сделана реалистичной, то в двух других — намеренно карикатурной. Однако искусство и анимация — то, что зрители ожидают от работ Кацухиро Отомо. У «Магнитной розы» есть меха-конструкции, функциональный сборщик мусора Corona является несложным устройством, всё пристроено независимо от того, насколько выглядит устаревшим. Сама оперная певица просто потрясающая. Не всегда «Мадам Баттерфляй» зазвучит таким же образом. Две остальные части не совсем соответствуют совершенству первой, но они успешны сами по себе. «Бомба-вонючка» — весёлая чёрная комедия, в которой самый глупый человек в поисках лекарства сталкивается с худшим биологическим оружием в мире (отсылка на «Доктор Стрейнджлав, или Как я перестал бояться и полюбил бомбу»). Хотя это неправдоподобно (сомнительно, чтобы какая-либо фармацевтическая компания настолько небезопасна), фильм приносит облегчение, а не разочарование, добавляет действия и юмора. Концовка забавная, но извращённая. Сюжет высмеивают абсолютную некомпетентность сил самообороны Японии, когда миллион бомб и ракет не может поразить парня на мотороллере. Музыка представляет собой джаз, уместный в данном случае. Третий эпизод, «Пушечное мясо», отличается от предыдущих художественным стилем, являясь чем-то средним между «Тяжёлым металлом» (экранизация работ Жана «Мёбиуса» Жиро из журнала Heavy Metal), короткометражками Liquid Television и «Бразилией» Терри Гиллиама, и в целом выполнен хорошо. Мир похож на коммунистическую антиутопию с псевдокириллическими буквами и вращается вокруг невероятно больших пушек c фантастическим калибром 60 дюймов, которые обрушиваются на врага. Это немного грубая аллегория, поэтому отношение довольно прохладное, даже если в итоге смотрится не так плохо. Обстановка изящная в индустриальном свете, и послание кажется обвинением в крайнем конформизме, присущем социализму, вплоть до знака «Нет завоеваний без труда». Все обеспечены, но никто не счастлив по-настоящему, где лучшее, на что можно претендовать — это командир пушки.
Ввиду сцен насилия присвоен рейтинг PG-13. Нет никакой наготы или секса. Но детям больше не понравится тёмный тон, чем содержание. Это подходит для зрелой аудитории (Отомо не делал простые вещи вроде «Жемчуг дракона Z» для школьников). В целом, антология достойная, с качественной анимацией, саундтреком, интересными историями, разная по составу и заставляющая думать, чем множество «карамельных» аниме, приходящих в США. Также рекомендуются «Аниматрица» и «Метрополис».